# Epinomeuta
Epinomeuta é um gênero de mariposa pertencente à família Acrolepiidae.